# أولسي بورياشينكو
أوليي بورياتشينكو (مواليد 17 يناير 1984 في فينيتسا) عالِم سياسي ومحامٍ أوكراني، محلل، باحث، وناشط في حقوق الإنسان، وشخصية عامة. إنه خبير في مجال الإدارة بالقطاعين الحكومي وغير الحكومي ومتخصص في هندسة الأمن العالمي

## النشأة
أليكسي بورياتشينكو وُلد في 17 يناير 1984 في فينيتسيا. في عام 2006، تخرج بتقدير من جامعة ياروسلاف مودري الوطنية للقانون، متخصصًا في القانون، وحاز على درجة المحامي. في عام 2008، أكمل دراسته في معهد فينيتسيا التابع لجامعة كييف الوطنية للتجارة والاقتصاد بتقدير، متخصصًا في التمويل الحكومي والتدقيق، وحصل على درجة متخصص مالي واقتصادي
في عام 2014، أكمل دورة أكاديمية التعاون الحدودي المدعومة من وزارة الشؤون الخارجية الأوكرانية وسفارة ألمانيا في أوكرانيا والمعهد الأوكراني للسياسة الدولية. في نفس العام، أكمل دورة حقوق الإنسان والمشاركة المدنية من قبل صندوق الديمقراطية الوطني واتحاد حقوق الإنسان الهلسنكي الأوكراني.
في عام 2015، أكمل دورة المدرسة المدنية والسياسية مع التركيز على العلاقات الدولية والجيوسياسية، جنبًا إلى جنب مع دورة تدريب المدربين من صندوق الديمقراطية الوطني، وحاز على شهادة مدرب تربوي سياسي
في العام التالي، أنهى برنامج ورشة العمل حول السياسة الأوروبية في معهد التعليم السياسي وبرنامج مركز معلومات حلف شمال الأطلسي للتضامن اليورو-أطلسي. بالإضافة إلى ذلك، في عام 2018، أكمل دورة تعليمية معتمدة حول الجوانب المعاصرة للصحة العامة برعاية USAID ، PEPFAR، Deloitte

## المسار المهني
من عام 2007 إلى عام 2016، قام بورياتشينكو بالتدريس في جامعات مختلفة في أوكرانيا، حيث غطى مواضيع مثل العلوم السياسية والقانون والقانون الطبي وقانون الصيدلة. بين عامي 2015 و2016، تم دعوته من قبل مجندي الشرطة الوطنية كمحاضر حول مواضيع حقوق الإنسان  والقانون الدستوري وسيادة القانون والشراكة بين وكالات تطبيق القانون والمجتمع المدني.

## الخدمة الحكومية
منذ عام 2017، يعمل بورياتشينكو في الخدمة العامة. شغل مناصب نائب رئيس إدارة منطقة بوديل في محافظة أوديسا، ثم كنائب رئيس إدارة منطقة ليبوفودولينسكي في محافظة سومي. كان معنياً بقضايا التعاون الحدودي وتنفيذ إصلاحات اللامركزية.
في عام 2018، أصبح عضوًا في لجنة برنامج المجلس الوطني لمكافحة السل وفيروس نقص المناعة المكتسبة في وزارة الصحة الأوكرانية.
بين عامي 2017 و2018، شغل منصب المدير في مركز سومي الإقليمي للصحة العامة، حيث قاد تطوير برنامج الصحة العامة الإقليمي النموذجي لوزارة الصحة الأوكرانية
في عام 2018، شارك في تنفيذ مشاريع يدعمها الصندوق العالمي لمكافحة الإيدز والسل والملاريا.

## الأنشطة السياسية
بورياتشينكو كان أحد مؤسسي حزب قوة الشعب الأوكراني. في عام 2015، أصبح رئيس منظمة فينيتسيا الإقليمية للحزب
قاد حملة الحزب في منطقة فينيتسيا لانتخابات البرلمان الأوكراني في عام 2014
في عام 2017، علق عضويته في الحزب بسبب تعيينه كنائب رئيس إدارة منطقة بوديل في محافظة أوديسا

## النشاط الاستشاري والخبرات المؤسسية
منذ عام 2014، كان بورياتشينكو خبيرًا يسهم في تطوير المبادرات التشريعية، بما في ذلك مشاريع شفافية الحكومة، وتوصيات لتدريب الشرطة الدورية، ومشروع قانون "تمويل الأحزاب السياسية من قبل الدولة"، وتطوير وتنفيذ برامج تنظيم السياسات العامة

## النشاط العام
في عام 2017، شارك بورياتشينكو في إنشاء معهد التربية الوطنية والوطنية للشباب "الدفاع عن الوطن"، الذي يوحد نظام التربية الوطنية للشباب
أيضًا، في عام 2019، كان من بين المبادرين والمطورين لمنصة "حوار الوحدة" التي تهدف إلى تعزيز التعاون بين القطاعين الحكومي وغير الحكومي لمعالجة قضايا تتعلق بهجرة الأوكرانيين وحقوق المواطنين في الخارج
منذ عام 2014، يشارك باستمرار كمتحدث في برامج التلفزيون والراديو كخبير مدعو في الشؤون السياسية
يشغل بورياتشينكو منصب المدير التنفيذي لجمعية الهيئات الحكومية المحلية، "الجمعية الدولية للمجتمعات الصغيرة"

## العمل الأكاديمي
منذ عام 2016، يشارك في البحث العلمي، مركزًا على هندسة الأمن العالمي ودراسة سمعة الأحزاب السياسية في أوكرانيا، وكذلك ملامح تكوين وتحديث ثقافة المجتمع الأوكراني

## النشر
١. تأثير الحرب الروسية الأوكرانية كعامل من عوامل الإخلال وتطور توازن الأمن العالمي. Politicus. المشكلات السياسية للأنظمة الدولية والتنمية العالمية. ٢٠٢٣، العدد ٢
٢. أزمة نظام الأمان الدولي: عجز مجلس الأمانة الدولي. الأوراق العلمية للأكاديمية الإقليمية لإدارة الأفراد. العلوم السياسية والإدارة العامة. ٢٠٢٣، العدد ٢ (٦٨)
٣. الديمقراطية مقابل الاستبداد في ظل الحرب الروسية الأوكرانية. نشرة NTUU "KPI" علم السياسة. علم الاجتماع. القانون. ٢٠٢٣، العدد ٢ (٥٨)
٤. Buryachenko O. V.، Pokhilo I. D.، Hodnii S. P. مجموعات الضغط كعكس لسمعة الحزب السياسي. S.P.A.C.E. : المجتمع، السياسة، الإدارة في وسط أوروبا.
٥. Buryachenko O. V.، Kornienko V. O. رأس المال السمعي للأحزاب السياسية الأوكرانية. : Krok، تيرنوبيل، ٢٠١٧
٦. Buryachenko O. V.، Kornienko V. O. سمعة حزب سياسي: الجوهر وعوامل التكوين. Pereyaslav-Khmelnytsky، ٢٠١٧، العدد ٤٢
٧. "رأس المال البشري" كأساس لتشكيل سمعة السياسي الحديث. VNTU. ٢٠١٧، فينيتسيا.
٨. الجوانب الاتصالية في تكوين سمعة حزب سياسي. الجامعة الوطنية للتربية دراجومانوف. العدد ٢٤. ٢٠١٨
٩. الثقافة السياسية والوعي كعوامل في تكوين سمعة حزب سياسي. النشر العلمي: الدراسات الإقليمية. رقم ١٣. أوجهورود، ٢٠١٨
١٠. Buryachenko O. V.، Kornienko V. O.، Denysiuk S. H. أيديولوجية الحزب: نظام القيم أم متلازمة "التخلف الاجتماعي"? Hileya Publishing. ٢٠١٧. العدد ١١٧ (٢)
١١. سمعة حزب سياسي: مكوناتها الهيكلية ووظائفها الاجتماعية الهامة. Hileya Publishing، ٢٠١٨. العدد ١٣٥ (٨)
١٢. تمكين الأحزاب السياسية الأوكرانية كعامل في خلق سمعة إيجابية. Hileya Publishing، ٢٠١٨. العدد ١٣٧ (١٠)
١٣. سمعة حزب سياسي: الطرق الرئيسية لفهمها. Studia Politologica Ucraino-Polona. العدد ٨. ٢٠١٨
١٤. Buryachenko O. V.، Kornienko V. O.، Antemyuk V. D. صورة وسمعة حزب سياسي: الأساس الأخلاقي ومسارات التحسين. منشور. فينيتسيا: VNTU، ٢٠١٨
١٥. Buryachenko O. V.، Kornienko V. O. سمعة كعامل للتنافس بين الأحزاب. حلول مبتكرة في العلم الحديث. دبي: ٢٠١٧. رقم ٥ (١٤)
١٦. سمعة وصورة قائد حزب: التنسيق والتبعية للمفاهيم. تيرنوبيل: Krok، ٢٠١٨
١٧. سمعة الحزب في نظام التصميم السياسي الموحد. فينيتسيا: VNTU، ٢٠١٨. ٢٠١٩.
١٨ . سمعة حزب سياسي كمثل لصورة السلطة. فينيتسيا: VNTU. ٢٠١٩.